# الابنة المفقودة
الابنة المفقودة (بالإنجليزية: The Lost Daughter)‏ هو فيلم دراما نفسي إنتاج 2021 من تأليف وإخراج ماغي جيلنهال مبني على رواية تحمل نفس الاسم للكاتبة إيلينا فيرانتي.الفيلم من بطولة أوليفيا كولمان، داكوتا جونسون، جيسي باكلي، بيتر سارسجارد، أوليفر جاكسون كوهين وإد هاريس.
تم عرض الفيلم لأول مرة في مهرجان البندقية السينمائي في يوم 3 سبتمبر 2021 ومن المقرر عرضه في دور السينما 17 ديسمبر 2021 ثم عرضه على منصة نتفليكس في 31 ديسمبر 2021.